# Manuel Dos Santos (Matador)
Pour les articles homonymes, voir Manuel Dos Santos et Dos Santos.
Manuel Dos Santos, né le 11 février 1925 à Lisbonne (Portugal), mort le 18 février 1973 à Lisbonne, était un matador portugais. Il a inventé une forme de derechazo nommée la dosantina.

## Présentation
Après avoir toréé avec succès dans son pays, il vient en Espagne en 1947 pour confirmer sa réputation. Il fait une très belle saison de novillero qui l'amène à l'alternative l'année suivante le 15 août 1948 à Séville où Chicuelo lui cède le taureau Verdon de Villamarta. Torero assez complet, sauf à l'estocade où sa technique est très faible,  il est excellent à la muleta, avec un rare sens de l'émotion. Il s'expose souvent plus que nécessaire au danger, malgré une terrible blessure reçue à la cuisse à Mexico en 1947, ce qui lui vaut le respect du public. Il se retire des arènes en 1953.

## Carrière
- Première alternative : Mexico le 14 décembre 1947. Parrain, Fermín Espinosa « Armillita Chico » ; témoin, Carlos Arruza. Taureaux de la ganadería de Pastejé.
- Seconde alternative : Séville (Espagne) le 15 août 1948. Parrain, Manuel Jiménez « Chicuelo » ; témoin, Manuel Álvarez « El Andaluz ». Taureaux de la ganadería de Villamarta.
- Confirmation d’alternative à Madrid : 9 juin 1949. Parrain, Pepín Martín Vázquez ; témoin, Agustín Parra « Parrita », devant le taureau « Ronsuelo » de la ganadería de los Herederos de don Arturo Sánchez Cobaleda.
- Premier de l’escalafón en 1950